# IC 2239
IC 2239 је лентикуларна галаксија у сазвјежђу Рак која се налази на листи објеката дубоког неба у Индекс каталогу.
Деклинација објекта је + 23° 51' 59" а ректасцензија 8h 14m 6,7s. Привидна величина (магнитуда) објекта IC 2239 износи 13,9 а фотографска магнитуда 14,9. IC 2239 је још познат и под ознакама MCG 4-20-6, CGCG 119-15, IRAS 08111+2401, PGC 23078.